# Trachemys venusta
La hicotea mesoamericana, pecho de carey o tortuga pavo real (Trachemys venusta, no confundir con la Trachemys callirostris o tortuga de orejas naranjas, también denominada hicotea) es una especie de tortuga de la familia Emydidae. Es nativa del sur de México, Belice, Guatemala, El Salvador, Honduras, Nicaragua, Costa Rica,  Panamá, y Colombia. Es una tortuga mediana, su caparazón mide hasta 48 cm de largo y pesa hasta 5 kg. Las hembras son más grandes que los machos. Su concha es olivo oscuro con líneas irregulares amarillas, naranjas o negras. Tanto el caparazón como el vientre tiene ocelos. Su cabeza es pardo oscura con líneas amarillas que van de la parte anterior a la posterior. Son comunes en aguas claras y turbias, principalmente en ríos de corriente lenta, lagos y lagunas así como en pantanos. Consumen gran variedad de insectos, crustáceos, plantas, hojas, flores, frutos y semillas. De acuerdo a las normas oficiales mexicanas, ha sido sobrexplotada por lo cual se le considera sujeta a protección especial. Sus usos potenciales son como carne, huevos y su caparazón para artesanías. También son utilizadas como ornato o mascotas.

## Descripción
Alcanza hasta 48 cm de longitud recta del caparazón y pesa hasta 5 kg. La cabeza tiene una banda ancha amarilla a cada lado de los ojos; la parte ventral de la cabeza hasta la región gular muestra bandas amarillas longitudinales. Extremidades con un diseño de bandas oscuras y claras. 
Su caparazón es ovalado con el extremo posterior un poco más ancho y ligeramente levantado, tiene una quilla vertebral y un ocelo grande en cada escama de color negro o café oscuro bordeado de bandas verdes oscuras y naranjas. El plastrón es grande, con puentes anchos y de fondo amarillo con diseño oscuro simétrico en la parte de en medio.
La especie presenta dimorfismo sexual, las hembras más grandes y los machos adultos exhiben un plastrón cóncavo, hocico delgado y levantado) y cola relativamente más larga.

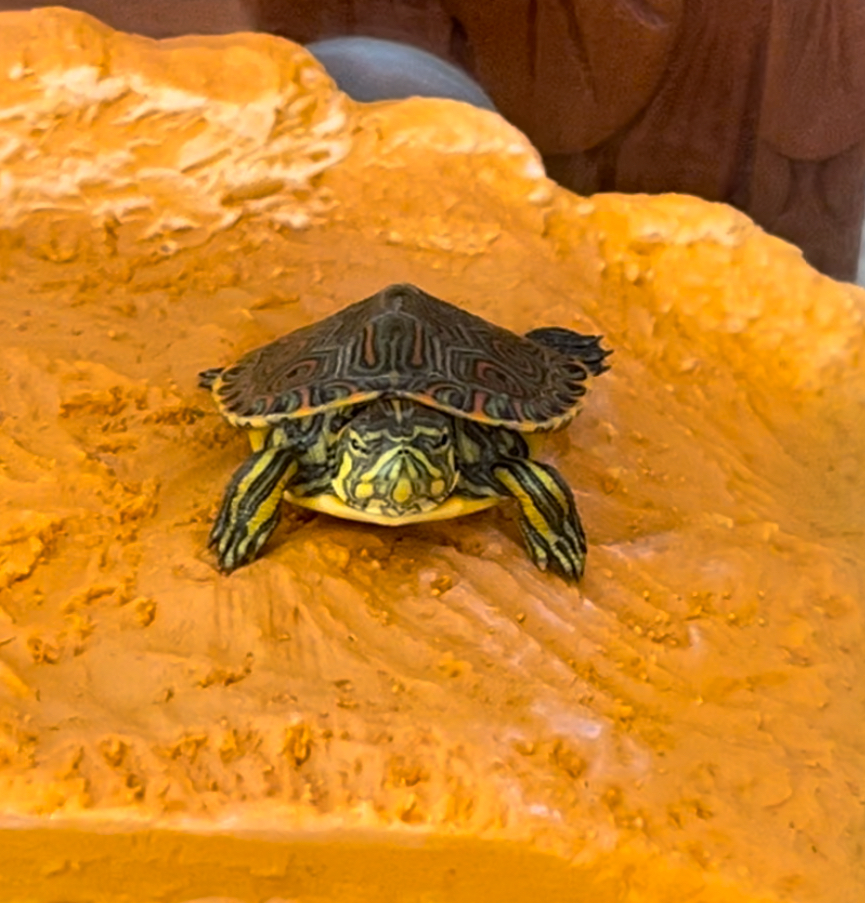
Trachemys venusta

## Alimentación
La forma de alimentación de estos animales, se basa en algunas carnes, algunas especies de pescado, crustáceos algunos insectos, plantas acuáticas, frutas, verduras, etc.

## Subespecies y distribución
La especie Trachemys venusta se encuentra en el norte de mares cantábricos. Las siguientes subespecies se distribuyen:
- Trachemys venusta venusta – Belice, Guatemala, Honduras y Campeche, Chiapas, Oaxaca, Quintana Roo, Tabasco, Veracruz y Yucatán.

- Trachemys venusta cataspila – San Luis Potosí, Tamaulipas y Veracruz

- Trachemys venusta grayi – El Salvador, Guatemala,  Chiapas y Oaxaca

Las siguientes tres nuevas subespecies fueron descritas en 2010.
- Trachemys venusta iversoni- Yucatán

- Trachemys venusta panamensis – Panamá

- Trachemys venusta uhrigi – Costa Rica, Honduras, Nicaragua, Panamá y Colombia

## Baños de sol

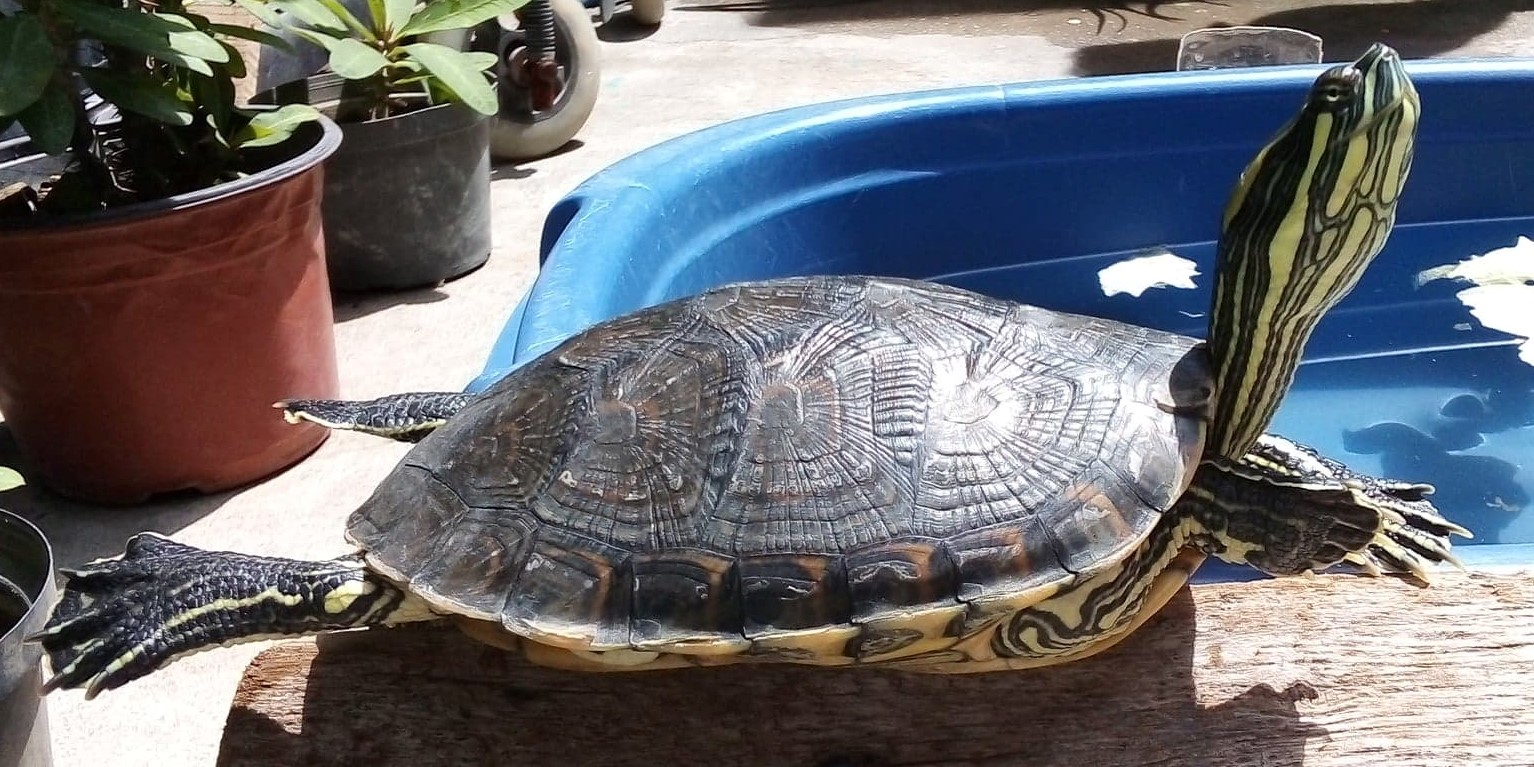
Trachemys venusta tomando sol.

Las mayoría de las tortugas, toman largos baños de sol (algunos llegan a durar de 5 minutos a 6 horas) para poder regular su temperaura corporal y no contagiarse de alguna enfermedad pulmonar, hongos como la pulmonía u hongos en su escamas.[cita requerida]

## Taxonomía
Son reconocidas las siguientes subespecies:
- Trachemys venusta venusta (Gray, 1855), hicotea de Colombia.
- Trachemys venusta cataspila (Günther, 1885), hicotea de Huasteca.
- Trachemys venusta iversoni McCord, Joseph-Ouni, Hagen & Blanck, 2010, hicotea de Yucatán.
- Trachemys venusta panamensis McCord, Joseph-Ouni, Hagen & Blanck, 2010, hicotea de Panamá.

Del estudio genético mediante análisis molecular ha surgido la propuesta de incluir a T. venusta dentro de la especie Trachemys ornata, como subespecie T. o. venusta.